# Victorville (Kalifornija)
Victorville je grad u američkoj saveznoj državi Kalifornija. Prema popisu stanovništva iz 2010. u njemu je živjelo 115.903 stanovnika.